# 阿爾皮納鎮區 (密歇根州)
阿爾皮納鎮區（英語：Alpena Township）是位於美國密歇根州阿爾皮納縣的一個特設鎮區。

## 地方資料
阿爾皮納鎮區的面積為365.70平方千米，當中陸地面積為270.50平方千米，而水域面積為95.20平方千米。根據2010年美國人口普查的數據，當地共有人口9116人，而人口密度為每平方千米24.93人。